# South Point (Ohio)
South Point is een dorp in de Amerikaanse staat Ohio, en valt bestuurlijk gezien onder Lawrence County.

## Demografie
Bij de volkstelling in 2000 werd het aantal inwoners vastgesteld op 3742.
In 2006 is het aantal inwoners door het United States Census Bureau geschat op 3973, een stijging van 231 (6,2%).

## Geografie
Volgens het United States Census Bureau beslaat de plaats een oppervlakte van
6,3 km², geheel bestaande uit land.

## Plaatsen in de nabije omgeving
De onderstaande figuur toont nabijgelegen plaatsen in een straal van 8 km rond South Point.